# Fiat Scudo
Der Fiat Scudo ist ein Nutzfahrzeug des italienischen Automobilherstellers Fiat. Wie die baugleichen Modelle Peugeot Expert und Citroën Jumpy war er ein sehr leichtes Nutzfahrzeug auf Basis der Eurovans, die ab Februar 1996 bei Sevel Nord produziert wurden. Das Nachfolgemodell des Scudo der 2. Generation war die 2. Generation des Fiat Talento, die mit der ersten Generation, einer Version mit kurzem Radstand bei langem Überhang des Fiat Ducato, nichts gemein hatte. Die erste Generation des Talento war ursprünglich als Nachfolgemodell des Fiat 900 gedacht, welcher nach dem Konzept auf kurzen und kleinen Flächen viel Laderaum konzipiert war. Jedoch hatte unter anderem die aufkommende japanische Konkurrenz dem 900 auch aufgrund seiner veralteten Technik sowie die zusätzlich aufkommenden Pkws mit Kastenaufbau keinen lukrativen Marktanteil mehr gelassen.
2000 sowie 2004 wurde die erste Generation des Scudo überarbeitet, und im Januar 2007 folgte die zweite Generation. 2008 wurde der Scudo II gemeinsam mit den Schwestermodellen zum Van of the Year gewählt.
2010/2011 kündigte Fiat die Kooperation der Eurovan im PKW-Bereich, während die Nutzfahrzeuge bis 2016 weiterhin gemeinschaftlich produziert wurden. 2015 erfolgte eine Kooperation mit Renault. Der Fiat Talento, der den Scudo ab 2016 ersetzte, basiert daher auf dem Renault Trafic.
Seit 2021 wird ein neuer Fiat Scudo produziert, welcher wie gehabt nahezu baugleich mit den Sevel-Nord-Modellen anderer Stellantis-Marken ist.

## Modell 222 (1996–2006)

### Kastenwagen
- Länge 4522 mm (Langversion 4922 mm)
- drei Sitzplätze
- Nutzlast 774 bis 854 kg
- Ladevolumen 4 m³ (Langversion 5 m³)
- Verbrauch laut Werksangabe 6,7 bis 7,9 Liter Diesel pro 100 km

### Doppelkabine
- fünf bis sechs Sitzplätze
- Nutzlast 850 kg
- Ladevolumen 1,93 m³

### Kombi

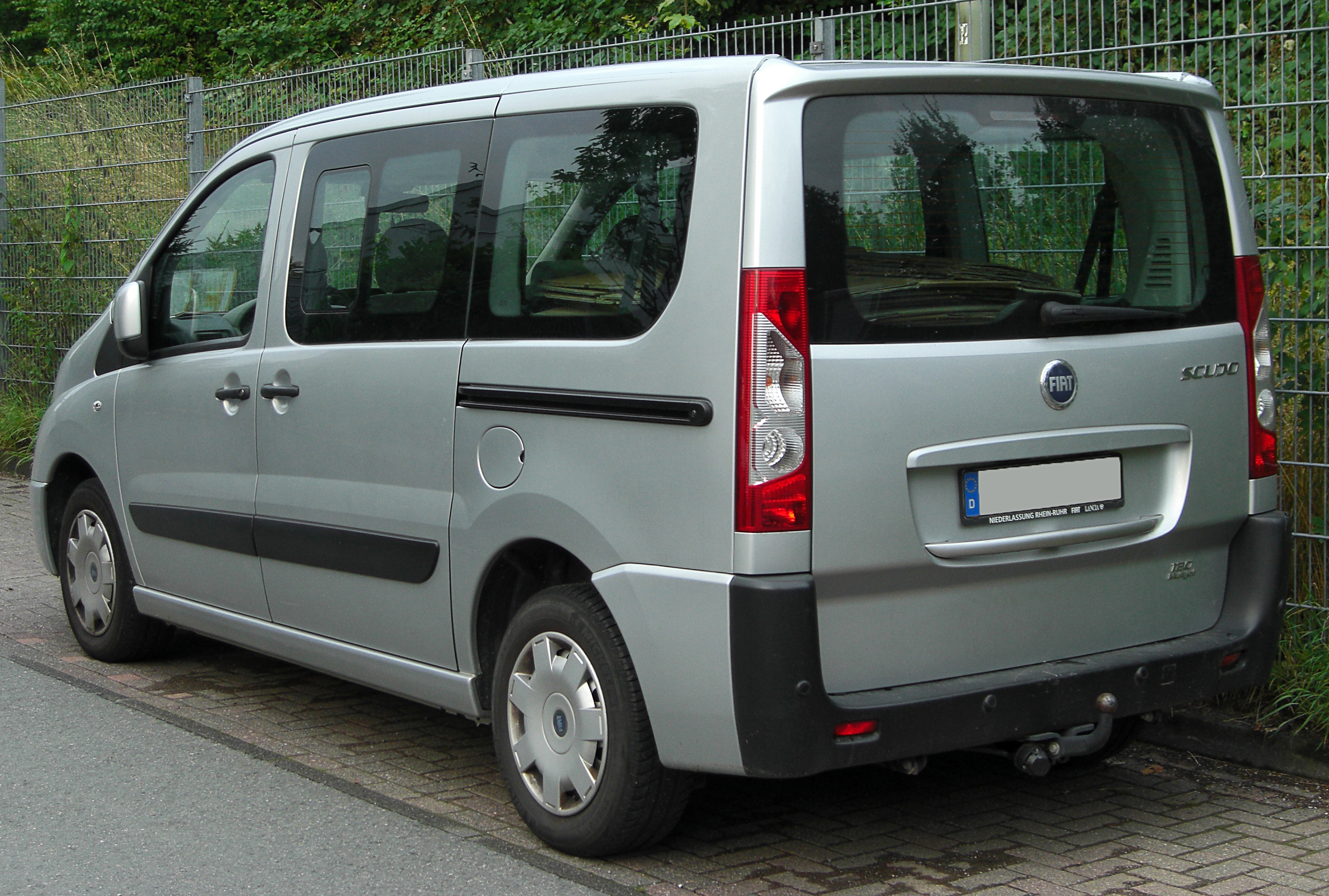
Heckansicht

- Bank in der dritten Reihe
- acht bis neun Sitzplätze
- ABS serienmäßig

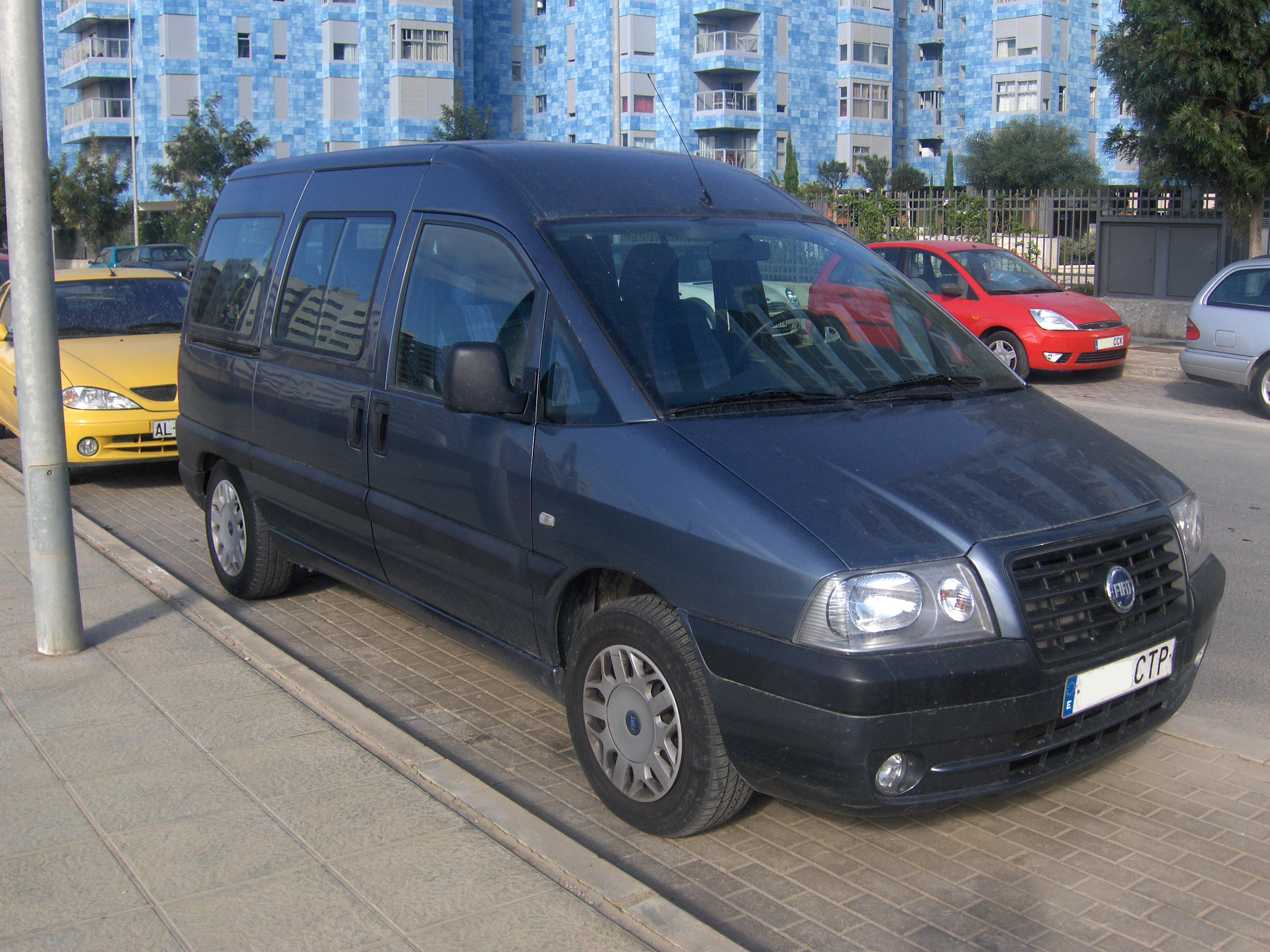
Fiat Scudo (2004–2006)
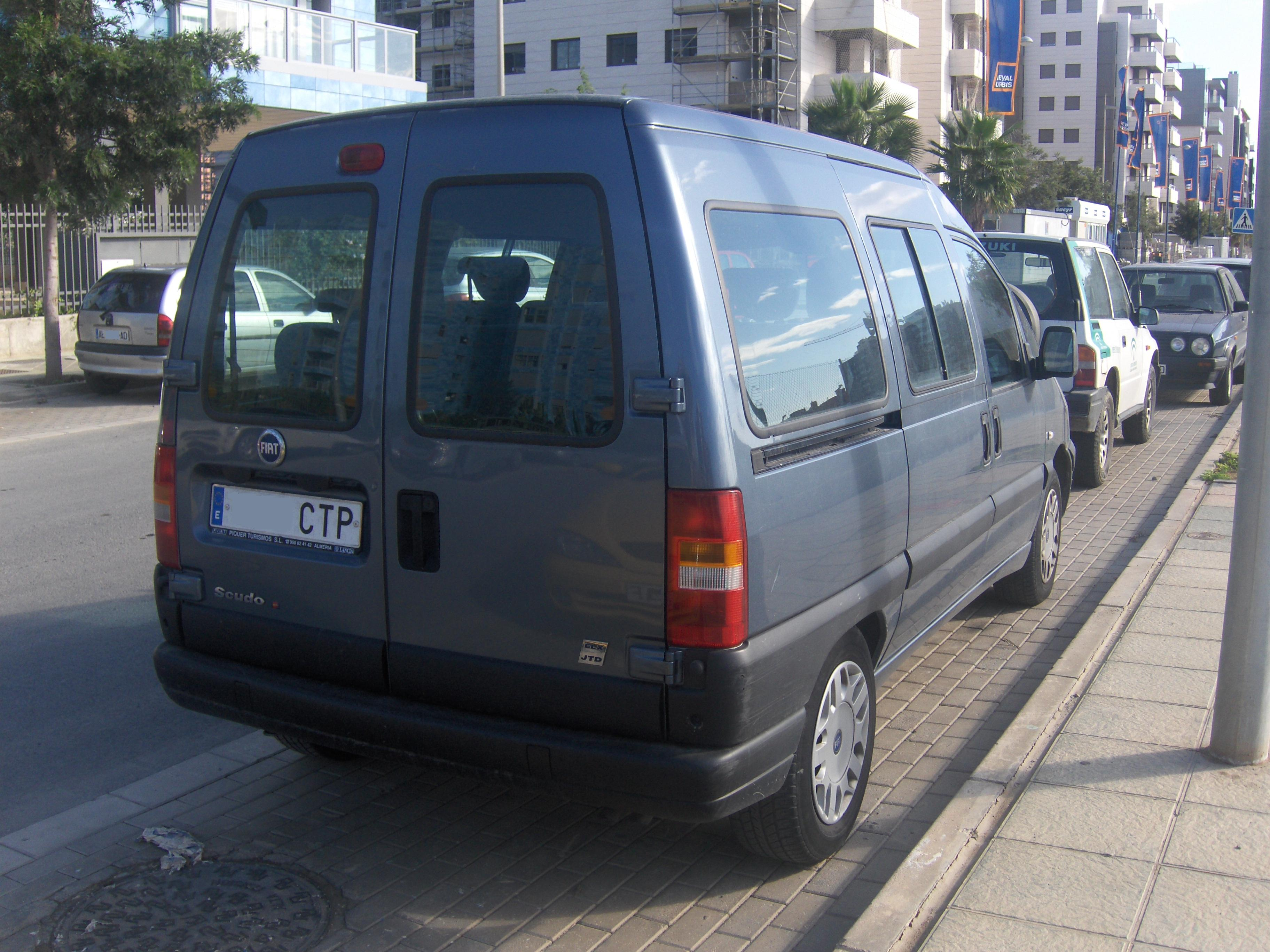
Heckansicht

Motoren
| Modell        | Ventile     | Hubraum cm³ | Max. Leistung                  | Max. Drehmoment       | Motorcode        | Bauzeitraum |             |
| Ottomotoren   | Ottomotoren | Ottomotoren | Ottomotoren                    | Ottomotoren           | Ottomotoren      | Ottomotoren | Ottomotoren |
| ------------- | ----------- | ----------- | ------------------------------ | --------------------- | ---------------- | ----------- | ----------- |
| 1.6 i. e.     | 8           | 1581        | 58 kW (79 PS) bei 5750 min−1   | 125 Nm bei 2750 min−1 | 220A2000         | 1996–2000   |             |
| 2.0 i. e.     | 16          | 1997        | 100 kW (136 PS) bei 6000 min−1 | 190 Nm bei 4100 min−1 | EW10 J4 (RFN)    | 2000–2006   |             |
| Dieselmotoren |             |             |                                |                       |                  |             |             |
| 1.9 D         | 8           | 1905        | 51 kW (69 PS) bei 4600 min−1   | 120 Nm bei 2000 min−1 | XUD9 / Z (D9B)   | 1996–1999   |             |
| 1.9 D         | 8           | 1868        | 51 kW (69 PS) bei 4600 min−1   | 125 Nm bei 2500 min−1 | DW8 (WJZ)        | 1999–2006   |             |
| 1.9 TD        | 8           | 1905        | 68 kW (92 PS) bei 4000 min−1   | 196 Nm bei 2250 min−1 | XUD9 TE/L (D8B)  | 1996–1999   |             |
| 2.0 JTD       | 8           | 1997        | 69 kW (94 PS) bei 4000 min−1   | 215 Nm bei 1750 min−1 | DW10 TD (RHX)    | 1999–2006   |             |
| 2.0 JTD       | 8           | 1997        | 80 kW (109 PS) bei 4000 min−1  | 250 Nm bei 1750 min−1 | DW10 ATED (RHZ)  | 1999–2006   |             |
| 2.0 JTD       | 16          | 1997        | 80 kW (109 PS) bei 4000 min−1  | 270 Nm bei 1750 min−1 | DW10 ATED4 (RHW) | 2000–2006   |             |

## Modell 272 (2007–2016)
| Sterne im Euro-NCAP-Crashtest (2012) |

### Kastenwagen
Die zweite Generation gab es als Kastenwagen in zwei Höhen und zwei Längen. Während die kürzere Version rund 4,81 Meter mass und deren Radstand 3 Meter betrug, war die längere Version 5,14 Meter lang und hatte einen Radstand von 3,12 Meter. Die Höhe variierte zwischen 1,88 und 2,29 Meter. Alle Modelle waren rund 1,90 Meter breit. Das Laderaumvolumen betrug zwischen 5000 und 7000 Liter. Das Leergewicht wurde mit 1736–1834 kg angegeben. Als Antrieb standen für den Kastenwagen vier Vierzylinder-Motoren, darunter ein Otto- (2.0 16V) und drei Dieselmotoren (HDi 90, HDi 120 (FAP), HDi 165 FAP), zur Auswahl. Alle Modelle wurden über die Vorderräder angetrieben und verfügten über ein 5-Gang-Schaltgetriebe (2.0 16V, HDi 90) bzw. über ein 6-Gang-Schaltgetriebe (HDi 120 (FAP), HDi 165 FAP).

### Kombi
Der Kombi wurde in denselben Längen (4,81 m; 5,14 m) angeboten; die Radstände sind dadurch auch entsprechend. Die Van-Version ist mit einer Höhe zwischen 1,88 und 1,98 m jedoch flacher. Die Motorenpalette des Großraumvans beinhaltete nur die beiden stärkeren Dieselversionen, die auch im Kastenwagen angeboten wurden. Dabei handelt es sich um 2,0 Liter große und auf der Common-Rail-Direkteinspritzung basierende Vierzylinder-Dieselmotoren mit 120 und 163 PS und Dieselrußpartikelfilter (FAP). Die schwächere Version erfüllte die Euro-4-Norm, die stärkere bereits die Euro-5-Norm. Die Kraftübertragung erfolgte ebenso über die Vorderräder und über ein 6-Gang-Schaltgetriebe.
- Heckansicht

Motoren
| Modell        | Ventile     | Hubraum cm³ | Max. Leistung                    | Max. Drehmoment       | Motorcode        | Bauzeitraum |             |
| Ottomotoren   | Ottomotoren | Ottomotoren | Ottomotoren                      | Ottomotoren           | Ottomotoren      | Ottomotoren | Ottomotoren |
| ------------- | ----------- | ----------- | -------------------------------- | --------------------- | ---------------- | ----------- | ----------- |
| 2.0 i. e.     | 16          | 1997        | 103 kW (140 PS) bei 6000 min−1   | 180 Nm bei 2500 min−1 | EW10             | 2007–2016   |             |
| Dieselmotoren |             |             |                                  |                       |                  |             |             |
| 90 Multijet   | 16          | 1560        | 66 kW (90 PS) bei 4000 min−1     | 180 Nm bei 1750 min−1 | DV6 (9HU)        | 2007–2016   |             |
| 120 Multijet  | 16          | 1997        | 88 kW (120 PS) bei 4000 min−1    | 300 Nm bei 2000 min−1 | DW10 BTED4 (RHK) | 2007–2016   |             |
| 130 Multijet  | 16          | 1997        | 94 kW (128 PS) bei 4000 min−1    | 320 Nm bei 2000 min−1 | RH02             | 2012–2016   |             |
| 140 Multijet  | 16          | 1997        | 100 kW (136 PS) bei 4000 min−1   | 320 Nm bei 2000 min−1 | DW10 BTED4 (RHR) | 2007–2016   |             |
| 165 Multijet  | 16          | 1997        | 120 kW (163 PS) bei 3750–20min−1 | 340 Nm bei 2000 min−1 | DW10 C (RHH)     | 2010–2016   |             |

## Seit 2021
Anfang 2021 fusionierten Fiat Chrysler Automobiles und die Groupe PSA zum Stellantis-Konzern. Aus diesem Grund ist der Nachfolger des Fiat Talento wieder nahezu baugleich zu den Modellen Citroën Jumpy und Peugeot Expert sowie Iveco eJolly, Opel Vivaro und Toyota Proace, welche ebenfalls auf der EMP2-Plattform basieren. In den Handel kam der neue Scudo im Dezember 2021. Mit dem E-Scudo ist auch eine batterieelektrisch angetriebene Variante im Angebot. Zudem gibt es mit dem Ulysse seit März 2022 eine Pkw-Ausführung. Eine überarbeitete Version des Scudo debütierte im Oktober 2023. Seit August 2024 wird sie verkauft.

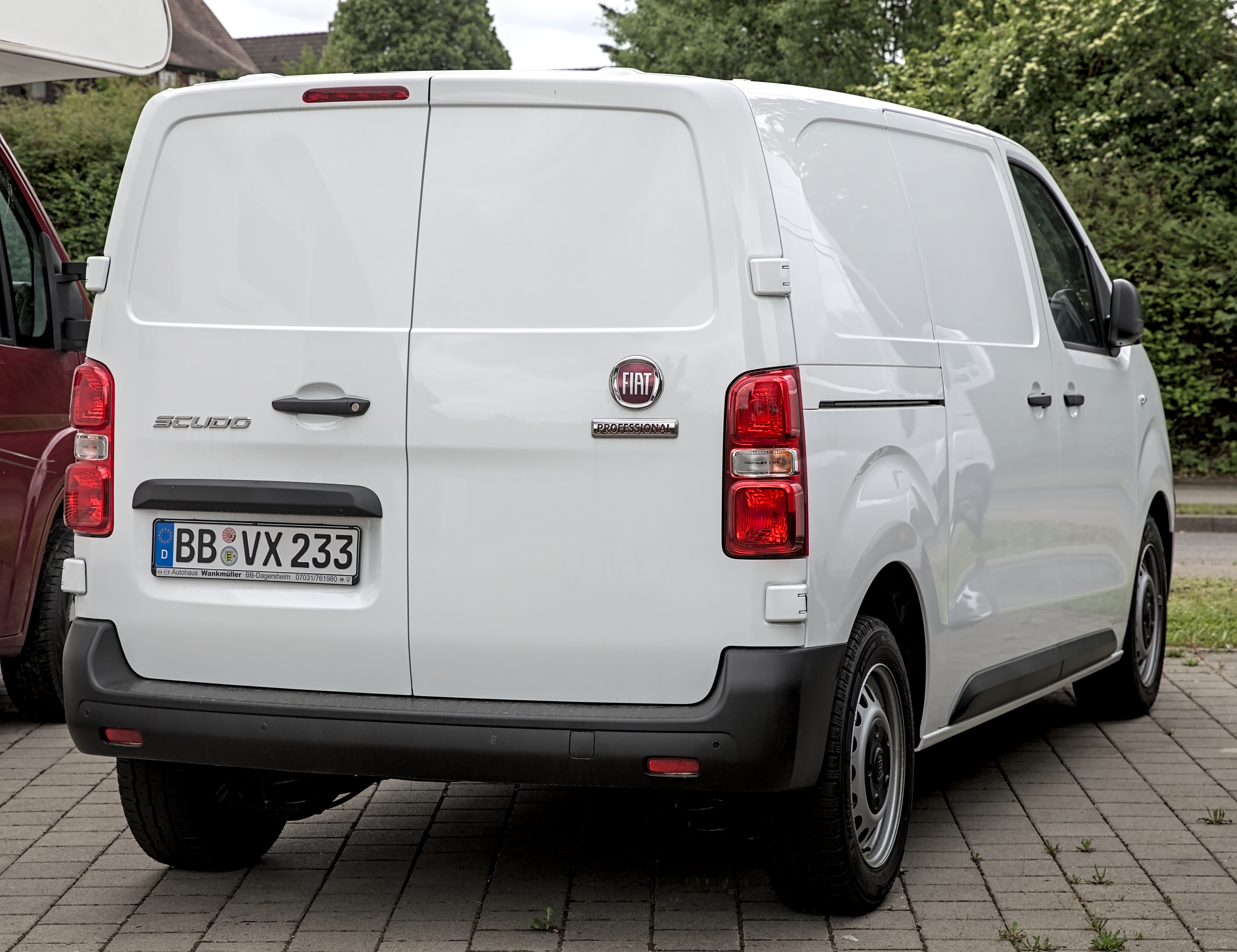
Heckansicht
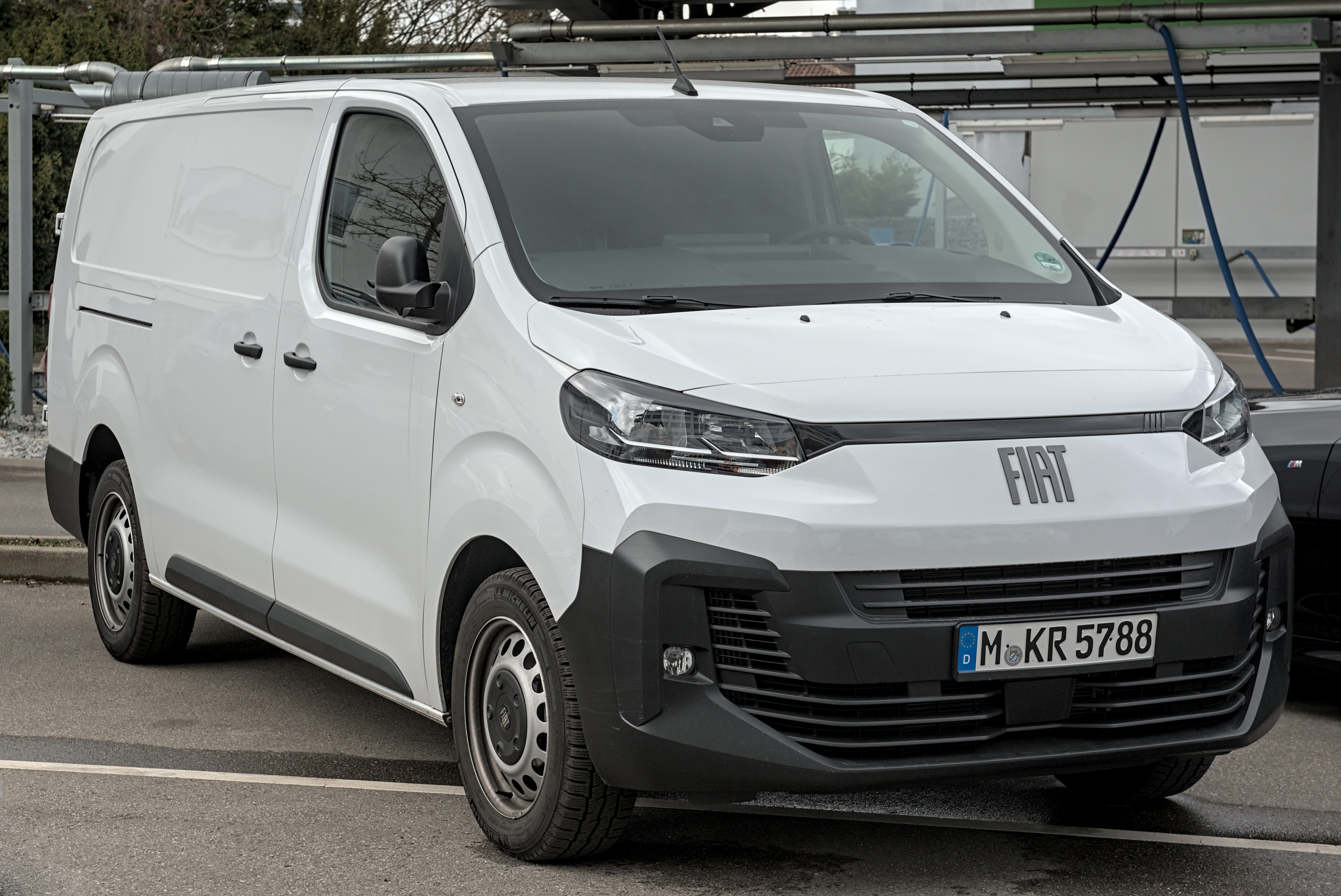
Fiat Scudo (seit 2024)
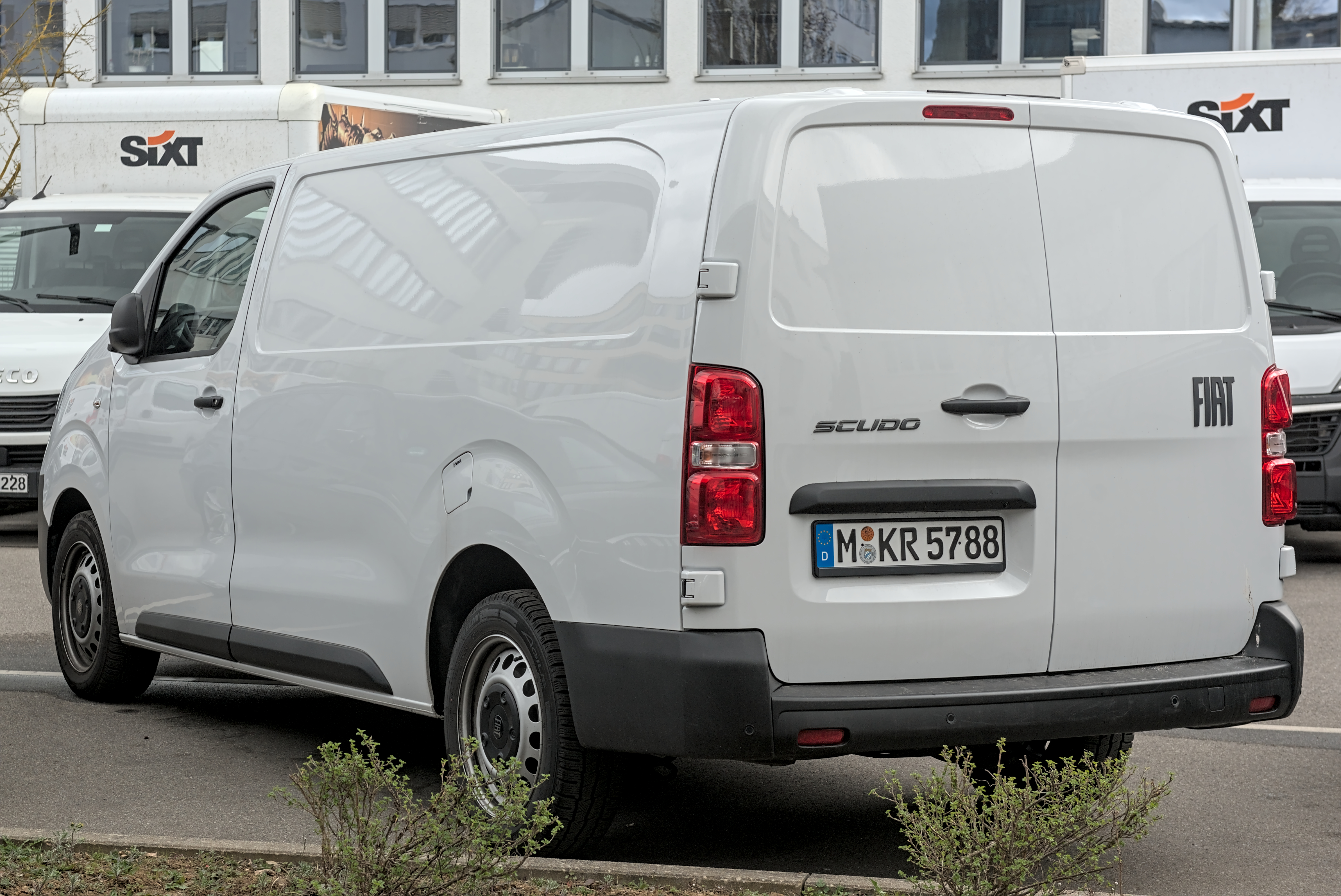
Heckansicht